# Grupo de Investigación Humanismo-Europa
El Grupo de Investigación Humanismo-Europa, vinculado al Instituto Juan Andrés de Comparatística y Globalización, fue creado en 1994 en la Universidad de Alicante con el fin inmediato de editar y restituir la primera Historia universal de las letras y las ciencias, Origen, progresos y estado actual de toda la literatura, la construcción historiográfica y comparatista fundamental de Juan Andrés (1740-1817);  desarrollar un extenso arco de investigaciones en Ciencias humanas caracterizado por la interdisciplinariedad y referido sobre todo a la Estética, la Filología, la Comparatística, la Historia de las ideas, Asia y el Filipinismo y América junto a Europa. Todo ello en orden a un argumento de la idea de Humanismo universal y a la práctica de la formación académica de posgrado, particularmente la investigación de doctorado en materia humanística y relativa a nuestra época de globalización. Esto, denominado Metodologías Humanísticas en la Era Digital, enuncia por sí un programa intelectual de renovación humanística y proyecto digital para nuestro tiempo, actualmente desempeñado en forma de serie monográfica de libros,  y también en forma de sección metodológica en Recensión. Revista Internacional de Ciencias Humanas y Crítica de Libros

## Concepto
El plan directriz consiste en realizar el establecimiento de una base epistemológica comparatista en el marco del humanismo, mediante lo cual acceder a un régimen de pensamiento adecuado y capaz de dar sentido al devenir de la Globalización. En términos de investigación particulares se trata de acometer y facilitar, junto a la producción monográfica más individual de los miembros del Grupo, una reconstrucción selectiva de la cultura hispánica y, centralmente, la reconstrucción de la "Escuela Universalista Española del siglo XVIII", cuyo núcleo estaría formado por las obras clave del mencionado Juan Andrés, de Lorenzo Hervás y Antonio Eximeno, además de un amplio entorno intelectual, precedente, coetáneo y de evolución posterior. Ese amplio entorno, en último término y por supuesto al margen de la Escuela, alcanza desde los antiguos maestros y la línea San Jerónimo-Erasmo-Vives hasta los propios empiristas dieciochescos y los neohumanistas modernos y contempoáneos. En tanto Escuela propiamente dicha se trata de medio centenar de autores que define la más importante y singular Ilustración española o hispánica, la Ilustración Universalista, una Ilustración, a diferencia de la enciclopedista francesa, eminentemente cultural y científica y no política.

## Organización
El Grupo de Investigación Humanismo-Europa se vincula al Instituto Juan Andrés de Comparatística y Globalización y a su centro digital en la red: Biblioteca HUMANISMOEUROPA, que alberga Ediciones Instituto Juan Andrés y su serie Metodologías Humanísticas en la Era Digital.
El "Seminario Permanente Juan Andrés" es el órgano académico de trabajo y estudios del Instituto. Sus sesiones, actualmente con frecuencia telemáticas, son de periodicidad bimensual o trimestrales destinan a asuntos de planificación y metodología: 
1) programar y revisar la marcha de las investigaciones así como debatir nuevos proyectos y actividades propias de los cometidos previstos, entre los que se encuentran las comisiones del Premio Juan Andrés y el Premio José Rizal.
2) disertaciones de ponentes invitados a exponer y dialogar acerca de aspectos metodológicos, balances de la investigación propia y/o futuros proyectos.
El "Seminario" Permanente Juan Andrés", vinculado al "INSTITUTO JUAN ANDRÉS de Comparatística y Globalización" actualmente se halla asociado, junto a la Biblioteca Hispánica (AECID), al "Seminario Instituto - Biblioteca".
El Grupo de Investigación creó y sustentó en la Universidad de Alicante un amplio posgrado (Máster y Doctorado) con la denominación Metodologías Humanísticas en la Era Digital, concepto posteriormente reactualizado como (a) publicación crítica y académica adscrita a Ediciones Instituto Juan Andrés y "Biblioteca HUMANISMOEUROPA", (b) "Postdoctorado Internacional" (en colaboración con AECID), y (c) sección metodológica, desde su volumen 10, de la revista digital Recensión (arriba indicada).

## Cronología y cometidos

### 1994-2005
La propuesta inicial consiste en el estudio y edición crítica de las obras mayores de Juan Andrés, así como por otra parte la articulación de un aspecto de universalidad hispánica. Finalizada en 2004 la publicación en ocho volúmenes de las obras fundamentales de Juan Andrés [1997-2002: Origen, progresos y estado actual de toda la literatura, 6 vols.; 2004: Cartas familiares (Viaje de Italia), 2 vols.] y, de otro lado, realizadas las investigaciones conducentes, en ese mismo año, a la exposición (en Centro Cultural Conde-Duque) y a la edición del libro, ambas de título Barroco, lo cual significaba tanto el consumado reconocimiento de una de las grandes claves de la cultura hispánica y su sentido universalista como por otra parte el establecimiento de una nutrida red de investigación internacional, concluye de hecho el primer periodo de actividades.

### 2006-2013
Segundo periodo. Propósito y resultado principal del Grupo: elaboración, mediante casi centenar y medio de investigadores de todo el mundo, de la primera Teoría del Humanismo de carácter universal, en sentido histórico así como teórico, construida en siete volúmenes y publicada conjuntamente en Madrid en 2010. Esto se complementa metodológicamente y culmina en 2012 mediante los descubrimientos y argumentos importantes presentados en Metodologías comparatistas y Literatura comparada y al año siguiente con una aportación al pensamiento traductológico en la Universidad de Varsovia (2013; edición en 2015): Translatio y Cultura. En 2010, en coincidencia con la publicación de Teoría del Humanismo, fue instituido el Premio Juan Andrés de Ensayo e Investigación en Ciencias Humanas.

### 2014-2019
Tercer periodo: alcanza (según proyecto "La Escuela Universalista Española y la creación de la Comparatística moderna") hasta 2019 y define y establece Ediciones INSTITUTO JUAN ANDRÉS Se ha de tomar en cuenta asimismo para esta: (a) centramiento del género intelectual "Historia de las Ideas" (creado por Menéndez Pelayo) mediante diversos estudios y, sobre todo, el doble congreso "La Idea de lo Clásico" (Fundación Pastor, 2014 y 2015); (b) publicación de la extensa Historiografía y teoría de la Historia del Pensamiento, la Literatura y el Arte (2015), obra mediante la cual se articula y de algún modo se hace balance y continúa el proceso de investigación emprendido historiográficamente en 1994; (c) institucionalización en 2015 del Premio José Rizal de la Letras Filipinas; (d) publicación de la primera monografía sobre La Escuela Universalista Española del siglo XVIII (2016); (e) realizaciones correspondientes al Bicentenario de la muerte de Juan Andrés.
En enero de 2017, fecha de cumplimiento del Bicentenario de la muerte de Juan Andrés en Roma, tuvo lugar la apertura del Año Juan Andrés, que comenzó con la inauguración el 18 de enero en la Biblioteca Histórica "Marqués de Valdecilla" de la Biblioteca de la Universidad Complutense de Madrid, en colaboración con la Biblioteca de la AECID, de la exposición "Juan Andrés y la Escuela Universalista Española del siglo XVIII". La exposición y diversos seminarios y actividades académicas se prolongaron hasta el 16 de junio, cerrando el primer semestre del año. Idéntico título designó el congreso correspondiente celebrado en esa universidad los día 24, 25 y 26 del mismo mes de enero de 2017. El segundo semestre del Año Juan Andrés culminó, tras el Congreso promovido en noviembre por la Accademia Nazionale Virgiliana, de Mantua, mediante un congreso y una exposición bibliográfica, en enero de 2018, en la "Biblioteca Nazionale di Napoli", donde Juan Andrés desempeñó su última función profesional antes de su fallecimiento en Roma.

### 2020-2023
Cuarto periodo: recontinuación o segunda fase del proyecto "La Escuela Universalista Española y la creación de la Comparatística moderna". Seminarios, estudios y ediciones que tienen como principales resultados la extensa obra de conjunto Idea de la Ilustración: Estudios sobre la Escuela Universalista, donde se ejecuta una definitiva reformulación de la dialéctica y la estructura de la Ilustración europea, así como ediciones importantes, entre ellas, de Juan Andrés, Antonio Eximeno y Benito Viñes.

### 2024-2029
Periodo actual, iniciado mediante el proyecto de creación de una "Biblioteca Universalista" que alcanza desde la primera globalización hasta un trazado de la Comparatística contemporánea, así como la serie de importantes ediciones que esta Biblioteca requiere más allá de la extensa recopilación bibliográfica a efectuar. Entre las actividades programadas son de destacar por su proyección pública académica: Exposición Lorenzo Hervás y el Catálogo de las Lenguas (2024-25), Congreso y edición de Antonio Eximeno (2029).

### Aspectos del Programa en curso
Investigaciones, publicaciones y seminarios de carácter general:
1. Construcción de la "Biblioteca universalista" antes referida (periodo 2024-2029), en colaboración con la Biblioteca Hispánica (AECID).
2. Mantenimiento de las colecciones Verbum Mayor y Verbum Menor, de esta editorial.
3. Mantenimiento de Ediciones Instituto Juan Andrés.
4. Estudio y edición por el Instituto Juan Andrés del Catálogo de las Lenguas, de Lorenzo Hervás.
5. Reconstrucción de la completa base de la Escuela Universalista Española del siglo XVIII, entendida esta en amplio sentido y en tanto que fundamento de la creación de la Comparatística moderna. Ello desde el criterio de que esta operación constituye la clave y el único modo posible reconstructivo de la cultura hispánica (desintegrada ya, respecto del Siglo de Oro, mediante la desmembración de la Escuela de Salamanca), sobre la cual se ha procedido a intensificar los estudios.[nota 11] Las grandes dimensiones de la Escuela Universalista, según ha puesto de manifiesto la investigación reciente, requieren de un nuevo y extenso proyecto capaz de culminar durante los próximos años y en todo lo más necesario el campo descubierto y actualmente en avanzado estado de reconstrucción. (Se ha hecho definitivamente patente el tópico de que el siglo XVIII español era una época muy mal estudiada, argumento sustentado en la segunda mitad del siglo XX por Julián Marías sobre todo y en nuestro tiempo plenamente constatado).
6. Elaboración de las categorías de Globalización y Universalidad así como incremento de los estudios de Filipinismo, vinculados a la ejecución de estudios de Estética y Poética en Asia y de Asia en Occidente, materia exigible a fin de dotar de contenido humanístico una teoría de la globalización y otorgar pleno horizonte de coherencia al conjunto del proyecto intelectual presentado.[nota 12]
7. Diseño y formulación del "Canon moderno del humanismo universal", es decir, a vista de nuestro tiempo y en primer lugar el segmento central del pensamiento humanístico, que atiende a textos determinables entre las fechas de 1700 a 1945.[nota 13]

Dos obras actualmente en curso, como "proyectos propios" de alcance general promovidos por el INSTITUTO JUAN ANDRÉS, acompañan el programa anteriormente enumerado:
1. Redacción de Historia de la Estética y la Ciencia literaria modernas.
2. Redacción de DICCIONARIO DE ESTÉTICA Y CIENCIA LITERARIA en el marco de las Ciencias Humanas.[nota 14]

El propósito general desarrollado consiste en la reconstrucción del paradigma más relevante de aquello que cabe definir como Humanismo, desde sus orígenes greco-latinos, románicos y europeos hasta la actualidad, más el aspecto de su creación y proyección universal, especialmente asiática y americana, a fin de demostrar su sentido vertebral en orden al carácter profundo e históricamente constante de una tradición que identifica a su vez la europea. Se trata de subrayar los elementos de coherencia, la penetrante dimensión de los aspectos relevantes, tanto antiguos como modernos, en especial los defectuosa o insuficientemente conocidos. Esto pretende una imagen de conjunto novedosa de la evolución humanística, de su posibilidad de contenido para la época de la globalización, fenómeno este determinante de toda perspectiva histórica, política e intelectual de nuestro tiempo y futura. En su sentido hispánico se trata de una verdadera reconstrucción, dado el mal estado de cosas general recibido.
El Grupo de Investigación ejerce y promueve, en el marco de Biblioteca HUMANISMOEUROPA, una reconstrucción planificada y selectiva de la cultura humanística e hispánica desde los referidos criterios de universalidad, fundándose para ello en Teoría del Humanismo y la propuesta de sus grandes momentos e ideaciones, esto es, elaboraciones de nueva planta y ediciones de obras capitales (sobre todo en las Colecciones "Instituto" y "Verbum Mayor", ideadas para ello), de Juan Andrés, Antonio Eximeno, Giner de los Ríos, Pedro Henríquez Ureña, Krause, José Lezama Lima, José Martí, Menéndez Pelayo, Manuel Milá y Fontanals, Emilio Castelar, Benedetto Croce, Alfonso Reyes, José Rizal, George Santayana, Karl Vossler, Ernst Robert Curtius, María Zambrano, Hannah Arendt, James Brown Scott o la Escuela de Salamanca, entre otros. 
Por otra parte, el Grupo de Investigación mantiene desde 2010, y actualmente en colaboración con el INSTITUTO JUAN ANDRÉS, el "Premio Juan Andrés de Ensayo e Investigación en Ciencias Humanas", que se otorga anualmente a una obra en razón de su valor humanístico y la originalidad del objeto o del método, y desde 2015 el "Premio José Rizal de las Letras Filipinas", destinado a honrar la figura del héroe filipino, la cultura hispánica de Asia y contribuir al fomento y difusión del Filipinismo y en general la cultura filipina tanto de lengua española como en lenguas autóctonas, que son asimismo hispánicas. (Véase infra).

## Obras publicadas

### Ediciones
- Juan Andrés, Origen, progresos y estado actual de toda la literatura, Madrid, Verbum (Col. Verbum Mayor), 1997-2002, 6 vols. (Ed. crítica y completa).
- Juan Andrés, Cartas familiares (Viaje de Italia), Madrid, Verbum (Col. Verbum Mayor), 2004, 2 vols. (Ed. crítica y completa).
- Juan Andrés, Nápoles, Madrid, Casimiro, 2016 / Napoli, Madrid, Casimiro libri, 2017.
- Juan Andrés, Furia. Disertación sobre una inscripción romana, Madrid, Instituto Juan Andrés, 2017.
- Juan Andrés, Historia de la teoría de la música, Madrid, Casimiro, 2017.
- Juan Andrés, La figura de la Tierra, Madrid, Casimiro, 2017.
- Juan Andrés, Estudios Humanísticos, Madrid, Verbum (Col. Verbum Mayor), 2017.
- Juan Andrés, La Literatura Española del siglo XVIII, Madrid, Instituto Juan Andrés, 2017.
- Juan Andrés, Estudios científicos, Madrid, Verbum (Col. Verbum Mayor), 2019.
- Juan Andrés, La Biblioteca Real de Nápoles, ed. bilingüe P. Aullón de Haro, F.J. Bran, D. Mombelli, Madrid, Instituto Juan Andrés, 2020.
- Antonio Eximeno, Del origen y reglas de la Música, ed. A. Hernández, Madrid, Verbum (Col. Verbum Mayor), 2016.

- Emilio Castelar, Escritos literarios, ed. D. Mombelli, Madrid, Verbum, 2022.
- José Rizal, El Filibusterismo, ed. I. Donoso, Madrid, Verbum, 2022.
- Hannah Arendt, Pensamiento y Poesía, ed. Gloria Bosch, Madrid, Instituto Juan Andrés, 2021.
- José Lezama Lima, La Expresión Americana, Madrid, Verbum (Col. Verbum Mayor), 2020.
- Osip Mandelstam, Antología poética, Madrid, Alianza Editorial, 2020.
- Friedrich Schleiermacher, Teoría Hermenéutica completa. ed. y trad. Mª R. Martí Marco, Madrid, Instituto Juan Andrés, 2019.
- Andrés Bello, Ensayos de filología y filosofía, ed. S. Pineda, Madrid, Verbum, 2019.
- Antón Chéjov, Cuentos, ed. J. García Gabaldón, Madrid, Cátedra, 2019.
- Virgilio Almario, En tiempos de la vendedora y del criminal, ed. P. Aullón de Haro, Madrid, Instituto Juan Andrés, 2018.
- Friedrich Schiller, Lo Sublime, ed. P. Aullón de Haro, trad. Alfred Dornheim, Madrid, Casimiro, 2017.
- Friedrich Schiller, Sobre Poesía ingenua y Poesía sentimental, ed. P. Aullón de Haro sobre versión de J. Probst y R. Lida, Madrid, Verbum, 1994, 2ª ed. 2014.
- Paul Masson-Oursel, La Filosofía Comparada, ed. F.M. Pérez Herranz y A.J. López Cruces, Madrid, Instituto Juan Andrés, 2018.
- Karl C.F. Krause, Compendio de Estética, trad. de F. Giner de los Ríos, ed. P. Aullón de Haro, Madrid, Verbum, 1995, 2ª ed. 2009.
- Iván Turguénev, Rudin, ed. Jesús García Gabaldón, epílogo R. Bolaño, Barcelona, Alba, 2014.
- Manuel Milá y Fontanals, Principios de Estética o de Teoría de lo Bello, ed. P. Aullón de Haro, Madrid, Verbum, 2013.
- Manuel Milá y Fontanals, Estética y Teoría literaria, ed. P. Aullón de Haro, Madrid, Verbum, 2002.
- José Rizal, Prosa Selecta. Narraciones y Ensayos, ed. Isaac Donoso, Madrid, Verbum, 2012.
- Ralph Waldo Emerson, Escritos de Estética y Poética, ed. R. Miguel Alfonso, Málaga, Anejos de Analecta Malacitana, 2000.
- Arthur Schopenhauer, Sobre la lectura y los libros, trad. E. González Blanco, ed. P. Aullón de Haro, Madrid, Sequitur, 2015.
- Benedetto Croce, Estética como ciencia de la expresión y lingüística general, ed. P. Aullón de Haro y J. García Gabaldón, Málaga, Ágora, 1997.
- Karl Vossler, Positivismo e Idealismo en la Ciencia del Lenguaje, ed. Mª Rosario Martí Marco, Madrid, Verbum, 2015.
- Georg Lukács, Sobre la esencia y forma del Ensayo, trad. de M. Sacristán, ed. P. Aullón de Haro,  Madrid, Sequitur, 2015.
- Pável Florenski, El iconostasio: Una teoría de la estética, ed. y trad. de Natalia Tomoshenko, Salamanca, Sígueme, 2016.
- Ramón Gómez de la Serna, Humorismo, ed. P. Aullón de Haro, Madrid, Casimiro, 2014.
- George Santayana, La razón en el Arte y otros escritos de Estética, ed. R. Miguel Alfonso, Madrid, Verbum, 2008.
- Alfonso Reyes, El deslinde. Prolegómenos a la Teoría literaria, ed. P. Aullón de Haro y Esther Zarzo, Madrid, Verbum, 2014.
- Alfonso Reyes, Comprensión de España, ed. Sebastián Pineda Buitrago, Madrid, Casimiro, 2014 (trad. francesa 2015).
- Juan Chabás, Literatura española contemporánea, 1898-1950, ed. Javier Pérez Bazo, Madrid, Verbum, 2001.
- Juan Chabás, Puerto de sombra y Agor sin fin, ed. J. Pérez Bazo, Madrid, Espasa Calpe, 1998.
- Kuki Shuzo, Iki y fūryū: Ensayos de estética y hermenéutica, ed. Alfonso Falero, Valencia, Alfons el Magnànim, 2007.
- Ernst Robert Curtius, Escritos de humanismo e hispanismo, ed. A. de Murcia, Madrid, Verbum, 2011.
- Ósip Mandelshtam, Coloquio sobre Dante. La cuarta prosa, ed. J. García Gabaldón, Madrid, Visor, 1995.
- José Lezama Lima, Escritos de Estética, ed. P. Aullón de Haro, Madrid, Dykinson, 2010.
- Manfred Fuhrmann, La teoría poética de la Antigüedad, Presentación P. Aullón de Haro, ed. A. Silván, Madrid, Dykinson, 2011.
- Kim Seungok, Viaje a Muyin, ciudad de la niebla, ed. Lee Hyekyung-Mercedes, Madrid, Verbum, 2011.

### Obras principales realizadas en equipo
- Aullón de Haro, P. (ed.), Idea de la Ilustración: Estudios sobre la Escuela Universalista, Madrid, Verbum, 2022 (780 págs).
- Aullón de Haro, P. (ed.), Las Escuelas de Salamanca y Universalista, Recensión. Revista Internacional de Ciencias Humanas, vol. 3, Madrid, 2020.
- Aullón de Haro, P. (Coord.), La cuestión universitaria, Serie "Metodologías Humanísticas", Madrid, Instituto Juan Andrés, 2018.[17]
- Aullón de Haro, P. y Crespo, E. (eds.), La Idea de lo Clásico, Madrid, Instituto Juan Andrés, 2017.
- Aullón de Haro, P. y García Gabaldón, J. (eds.), Juan Andrés y la Escuela Universalista Española, Madrid, Ediciones Complutense, 2017.
- Aullón de Haro, P. (ed.), Historiografía y teoría de la Historia del Pensamiento, la Literatura y el Arte, Madrid, Dykinson, 2015 (780 págs.).[18]
- Aullón de Haro, P. (ed.), Translatio y Cultura, Madrid, Dykinson, 2015 (505 págs).
- Aullón de Haro, P. (ed.), Metodologías comparatistas y Literatura comparada, Madrid, Dykinson, 2012 (547 págs.).
- Aullón de Haro, P. (ed.), Teoría del Humanismo, "In Memoriam Juan Andrés", Madrid, Verbum, 2010, 7 vols. (+ ed. DVD).
- Aullón de Haro, P. (ed.), Óscar Esplá y Eusebio Sempere en la construcción de la modernidad artística, Madrid, Verbum, 2005, 2 vols.
- Aullón de Haro, P. (ed.), Barroco, Madrid, Verbum, 2004 (1275 págs.) (2.ª ed., 2013, 2 vols.).
- Aullón de Haro, P.- García Gabaldón, J.- Navarro, S. (eds.), Juan Andrés y la teoría comparatista, Valencia, Biblioteca Valenciana, 2002.

## Selección de obras monográficas
- Pineda Buitrago, S., La Crítica Literaria Hispanoamericana, Madrid, Instituto Juan Andrés, 2022.
- Pineda, Sebastián, Tensión de ideas. El Ensayo hispanoamericano de entreguerras, Monterrey, Universidad Autónoma de Nuevo León, 2016.
- Pineda, Sebastián, Breve historia de la narrativa colombiana. Siglos XVI-XX, Bogotá, Siglo del Hombre Editores-Ministerio de Cultura, 2013.
- Pineda, Sebastián, La musa crítica. Teoría y ciencia literaria de Alfonso Reyes, México, El Colegio Nacional, 2007.
- Casalini, Cristiano, Maestros ibéricos y Pedagogía jesuita. Temáticas y figuras de la primera modernidad, Madrid, Verbum, 2022.
- Mombelli, Davide, La polémica hispano-italiana, Madrid, Verbum, 2021.
- Mombelli, D., Tiraboschi, Leopardi y Juan Andrés, París-Toulouse-Madrid, Tulús, 2019.
- Aullón de Haro, P.-Mombelli, D., Introduction to the Spanish Universalist School, Leiden, Brill, 2020.
- Sánchez Lozano, C., El tratamiento de la enfermedad y de la salud como paradigma en la novela española y alemana: Pío Baroja y Thomas Mann, Madrid, Verbum, 2019.
- Peña Acuña, B., Understanding Steven Spielberg, NewCastle, Cambridge Publishing, 2018.
- Peña Acuña, B.,  La humanidad de Steven Spielberg, Madrid, ACCI, 2017 (L´umanitá di Steven Spielberg, Roma, Aracne, 2018).
- Peña Acuña, B., La transmisión de valores a través del lenguaje cinematográfico, Madrid, Dykinson, 2014.
- Carreres, Vicente, La Edad de la Armonía, Madrid, Instituto Juan Andrés, 2018.* Aullón de Haro, Teoría del Ensayo y de los Géneros Ensayísticos, Madrid, Ediciones Complutense, 2019.
- Aullón de Haro, Pedro, Continuity between the World and Art, and the Problem of Globalization, NewCastle, Cambridge Scholars Publishing, 2017.
- Aullón de Haro, P., La Escuela Universalista Española del siglo XVIII, Madrid, Sequitur, 2016.[19]
- Aullón de Haro, P., Idea de la Literatura y teoría de los géneros literarios, ed. de Mª Rosario Martí Marco, Salamanca, Ediciones Universidad de Salamanca, 2016.
- Aullón de Haro, P., La Ideación Barroca, Madrid, Casimiro, 2015.
- Aullón de Haro, P., Escatología de la Crítica, Madrid, Dykinson, 2013.
- Aullón de Haro, P., Estética de la Lectura, Madrid, Verbum, 2012.
- Aullón de Haro, P., La concepción de la Modernidad en la Poesía española. Introducción a una Retórica literaria como Historia de la Poesía, Madrid, Verbum, 2010.
- Aullón de Haro, P., La continuità del mondo e dell'arte, Florencia, Le Lettere, 2009. (Madrid, Dykinson, 2011; Quezon, Central Books, 2011).
- Zarzo, Esther, Memoria retórica y Experiencia estética, Madrid, Dykinson, 2016.
- Pérez Bazo, Javier, La Borbona, Madrid, Izana, 2015.
- Pérez Bazo, Javier - Baulo, Sylvie, Las rimas de "El Libro de los gorriones", Madrid, Izana, 2014.
- Pérez Bazo, Javier (ed.), La Vanguardia en España. Arte y Literatura, Paris, CRIC-Ophrys, 1998.
- Olmo Ibáñez, Mª Teresa del, Teoría de la Biografía, Madrid, Dykinson, 2015.
- Donoso, Isaac, Ennoblece. Historia de las instituciones de la comunidad española en Filipinas, Manila, S.E.B., 2015.
- Donoso, Isaac (ed.), Historia cultural de la lengua española en Filipinas, Madrid, Verbum, 2012.
- Donoso, Isaac (ed.), More Hispanic than We Admit, Quezon, Vibal, 2008.
- Falero, Alfonso, Aproximación a la literatura clásica japonesa, Salamanca, Amarú Ediciones, 2014.
- Falero, Alfonso (ed.), Aproximación al shintoísmo, Salamanca, Amarú Ediciones, 2007.
- Falero, Alfonso, Aproximación a la cultura japonesa, Salamanca, Amarú Ediciones, 2006.
- Rivas Máximus, Carmen, La Literatura Brasileña en España. Recepción, contexto cultural y traductografía,  Universidad de Salamanca, 2014.
- Sanduvete, José Antonio, El pensamiento de Juan Larrea: la hermenéutica profética, Madrid, Verbum, 2014.
- Hernández Mateos, Alberto, El pensamiento musical de Antonio Eximeno, Universidad de Salamanca, 2013.
- Llera, José Antonio, Lorca en Nueva York: una poética del grito, Kassel, Reichenberger, 2013.
- Llera, José Antonio, Rostros de la locura. Cervantes-Goya-Wiseman, Madrid, Abada, 2012.
- D'Olhaberriague, Concha, Vida de María de Maeztu, Madrid, ELIA/AMMU, 2013.
- D’Olhaberriague, Concha, El pensamiento lingüístico de José Ortega y Gasset, Prólogo de A. López García-Molins, La Coruña, Espiral, 2009.
- Martí Marco, Mª Rosario, Wilhelm von Humboldt y la creación del sistema universitario moderno, Madrid, Verbum, 2012.
- Martí Marco, Mª Rosario, Estrategias de desarrollo en zonas de montaña, Universidad de Alicante, 1997.
- Miguel Alfonso, Ricardo (ed.), La Estética de George Santayana, Madrid, Verbum, 2010.
- Miguel Alfonso, Ricardo, Historia de la Teoría y la Crítica literarias en Estados Unidos, Madrid, Verbum, 2001.
- Scandellari, Simonetta, Da Bayonne a Cadice. Il processo di trasformazione in Spagna: 1808-1812, Messina, Sicania U.P., 2009.
- Scandellari, Simonetta, Proposte di riforma legislativa nel secolo XVIII. La Spagna di Carlo III, Sassari, Maderna, 2001.
- Jiménez Ruiz, Juan Luis, Metodología de la investigación lingüística, Universidad de Alicante, 2006.
- Jiménez Ruiz, Juan Luis, Epistemología del lenguaje, Universidad de Alicante, 2000.
- Jiménez Ruiz, Juan Luis, Semántica sintomática. Propuestas para una hermenéutica comprensiva del sentido, Universidad de Alicante, 1994.
- Abascal, Mª Dolores, Retórica clásica y oralidad, Málaga, Anejos de Analecta Malacitana, 2005.
- Abascal, Mª Dolores, La teoría de la oralidad, Málaga, Anejos de Analecta Malacitana, 2004.
- Arbillaga, Idoia, Estética y teoría del Libro de Viajes. El 'Viaje a Italia' en España, Málaga, Anejos de Analecta Malacitana, 2005.
- Arbillaga, Idoia, La Literatura China traducida en España, Prefacio de P. Aullón de Haro, Publicaciones de la Universidad de Alicante, 2003.
- García Gabaldón, Jesús, Hervás y la Eslavística (Las lenguas y naciones eslavas en el Catálogo de las Lenguas de Hervás), Madrid, Asociación Española de Eslavistas, 1997.

## Premio Juan Andrés de Ensayo e Investigación en Ciencias Humanas
El Premio Juan Andrés de Ensayo e Investigación en Ciencias Humanas es entregado anualmente por el Grupo de Investigación Humanismo-Europa y el Instituto Juan Andrés de Comparatística y Globalización a una obra de sentido humanístico y en virtud de su originalidad ya de objeto o de método. Se entrega durante el mes de junio y de manera itinerante, aunque preferentemente en Madrid (Fundación Pastor, CaixaForum, Instituto Francés, AECID). Cada obra premiada es motivo de presentación, debate y edición. Desprovisto de remuneración económica, el Premio, netamente intelectual, está destinado a la promoción de la investigación innovadora en Ciencias Humanas, así como a la difusión y reconocimiento de la obra del autor que le da nombre, durante mucho tiempo y aun hoy preterida por razones tanto interesadas o de sectarismo ideológico como meramente fortuitas.
El Premio, que se comenzó a entregar en 2010, ha sobrepasado su décima edición. Ello mediante una temática plural, de frecuente perspectiva comparatística así como hispanística de amplio criterio e ideación metodológica.

## Premio José Rizal de las Letras Filipinas
El Premio José Rizal, instituido en 2015, anual y dirigido a obras tanto de ensayo como de ficción, de extensión libre, escritas en español y de temática filipina o relevante para el fomento de la cultura filipina. La información sobre el Premio se difunde con la regularidad debida en Revista Filipina y otros órganos y páginas digitales. El Jurado, compuesto por una comisión del Grupo de Investigación Humanismo-Europa y del Instituto Juan Andrés de Comparatística y Globalización, podrá invitar o consultar, variablemente y a su juicio, a especialistas externos al organismo convocante.
El I Premio José Rizal de las Letras Filipinas, correspondiente a 2015, fue otorgado al escritor, profesor de español, periodista y folclorista Guillermo Gómez Rivera por su obra Quis ut Deus (publicada en Manila, 2015) como representación del conjunto de su trayectoria como filipinista e hispanista. Y sucesivamente a Luis Eduardo Aute, Edmundo Farolán Romero, primer director de Revista Filipina, a Virgilio Almario, Macario Ofilada.